# Guzargues
Guzargues é uma comuna francesa na região administrativa de Occitânia, no departamento de Hérault. Estende-se por uma área de 11,73 km². Em 2010 a comuna tinha 517 habitantes (densidade: 44,1 hab./km²).